# مرصد زيمرفالد
مرصد زيمرفالد هو مرصد فلكي يقع في سويسرا. تم بنائه في 1956.